# فزر رمادي
الفزر الرمادي (الاسم العلمي:Sideritis incana) هو نوع من النباتات يتبع جنس الفزر من الفصيلة الشفوية.